# Stowe Missal

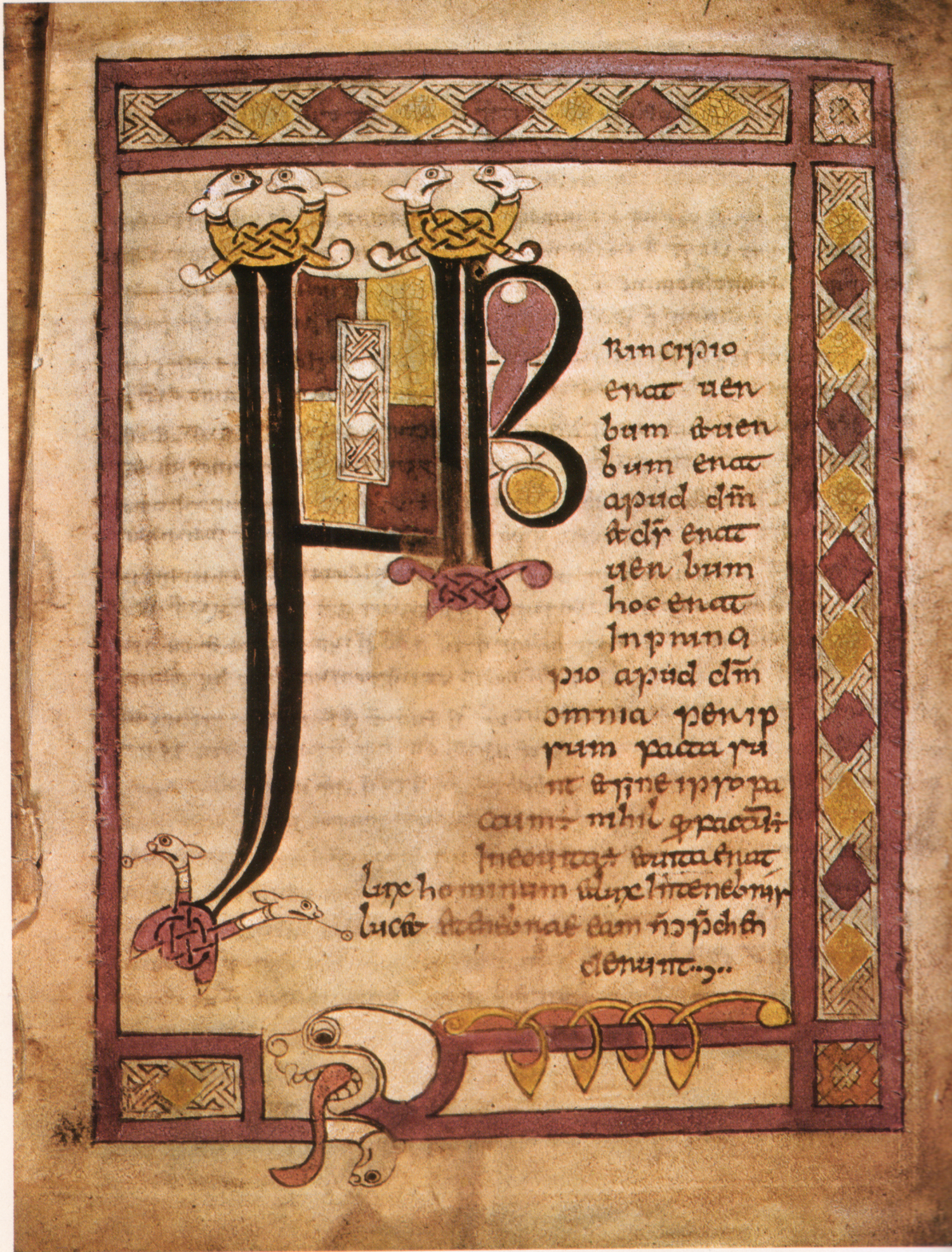
Erste Seite mit Initiale

Das Stowe Missal, auch Lorrha Missal genannt, ist ein Sakramentar aus Irland, das um 750 n. Chr. geschrieben wurde. Es ist in lateinischer Sprache verfasst, beinhaltet am Ende aber auch noch einen drei Blätter umfassenden Text in Gälisch. Das Missale ist das einzige erhaltene Beispiel der Liturgie der keltischen Kirche. Es wurde in einem Cumdach aufbewahrt, das als eines der wenigen Reliquiare dieser Art noch erhalten ist.

## Das Manuskript

### Geschichte
Das Stowe Missal erhielt seinen Namen nach der Stowe Manuscripts Collection, die von George Nugent-Temple-Grenville, 1. Marquess of Buckingham in Stowe House begründet worden war. 1883 wurde diese Sammlung vom Staat angekauft und der Royal Irish Academy in Dublin übergeben (Signatur MS D II 3).
Mitte des 11. Jahrhunderts wurde die Handschrift im Kloster Lorrha (County Tipperary) mit Textzusätzen ergänzt und auch einige Seiten neu geschrieben. Deshalb wird es auch Lorrha Missal genannt.

### Inhalt
Die Handschrift besteht aus 67 Folios (Abmessungen 14 × 11 cm) und beinhaltet zwei unterschiedliche Teile, die offenbar nur wegen der gleichen Größe der Blätter zusammengebunden wurden. Der Einband besteht aus mit Pergament überzogenen Eichenbrettchen, die am Rand mit rot gefärbtem Ziegenleder versehen sind.
Der erste lateinische Teil besteht aus elf Blättern und enthält Auszüge aus dem Evangelium nach Johannes. Es wurde in kursiven Minuskeln verfasst. Die Anfangsseite des Evangeliums ist mit einer Initiale sowie einem Schmuckstreifen mit Mustern und einem Tierkopf verziert, ein mit Rosa und Gelb ausgeführtes Bildnis von Johannes dem Täufer ist am Ende des Abschnittes vorhanden.
Der zweite Teil umfasst 56 Blätter und beinhaltet das eigentliche Missale. Es wurde in fünf verschiedenen Handschriften in eckigen Majuskeln verfasst, ein kurzer Teil in kursiverer Handschrift ist von einem gewissen Moél Caích signiert, der offenbar als Revisor des Missale fungierte. Die Initiale des ersten Gebets Peccavimus Domine ist verziert und mit einem gelb-rosa Rahmen eingefasst, ansonsten ist der zweite Teil ohne Dekor. Im lateinischen Teil sind das Ordinarium und der Messkanon (offenbar von einem älteren Manuskript übertragen) sowie Ordines für Taufe, Kommunion für Neugetaufte, Krankenbesuch und Letzte Ölung enthalten. Die Folge der Antiphone und Hallelujahs in den Ordines zur Kommunionsspende und dem Krankenbesuch ähneln denjenigen im Book of Dimma.
Die letzten drei Folios, in gälischer Sprache, beinhalten ein Traktat über die Messfeier, liturgische Anweisungen und auf der letzten Seite Zaubersprüche gegen Augenverletzungen, Dornenstiche und Probleme beim Urinieren. Dieser letztgenannte Passus von 35 Wörtern wurde erst 2012 vom Wiener Keltologen David Stifter übersetzt.

### Ogham-Unterschrift

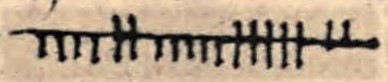
Unterschrift des Schreibers in Ogham-Schrift: SONID

Am Ende des ersten Teils des Stowe Missal unterzeichnet am Ende des Johannes-Evangeliums der Schreiber nach einer in lateinischer Sprache formulierten Bitte um Gebet mit SONID in Ogham-Zeichen. Er bezeichnet sich außerdem mit dem Beinamen „Pilger“.

## Das Cumdach

### Geschichte
Die Rückseite des Cumdach, des Schutzbehältnisses des Buches, ist etwa um 1042 bis 1052 aus Eichenholz mit Silberbeschlägen gefertigt, die Frontseite um 1375. Weitere Ergänzungen und Reparaturen waren immer wieder notwendig.

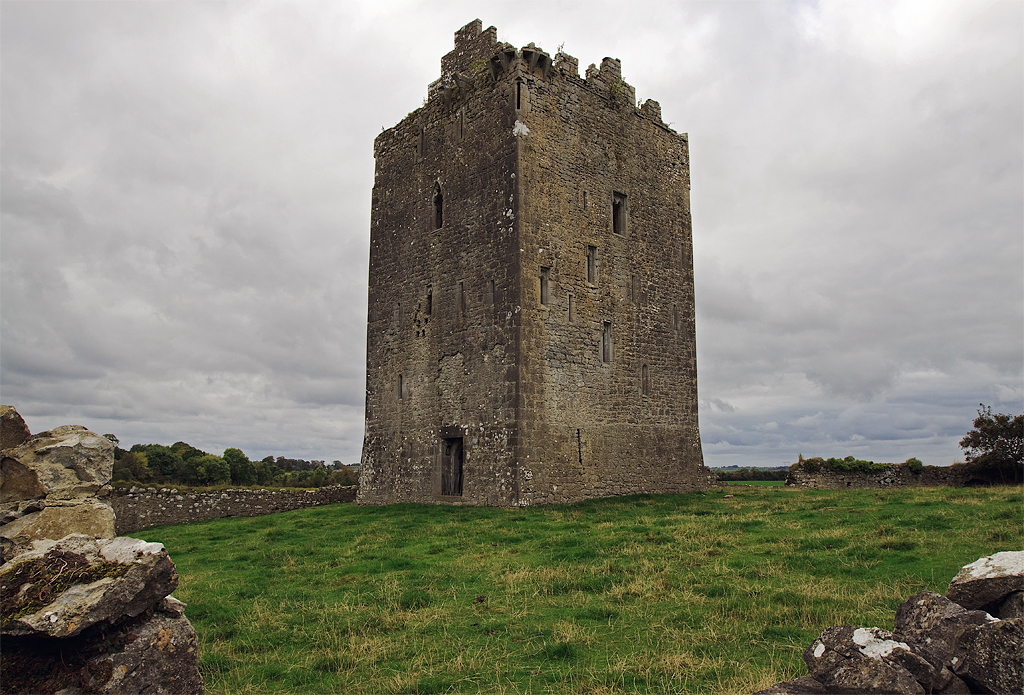
Lackeen Castle, angeblicher Fundort des Cumdach

Nach Margaret Stokes soll das Cumdach 1784 in Österreich durch den damaligen Mitarbeiter der britischen Mission John Crace aufgefunden worden sein. Der genaue Fundort, ob Kloster oder Bibliothek, ist unbekannt, da Crace starb, ohne eine Mitteilung darüber zu hinterlassen. Später gelangte es in den Besitz des Duke of Buckingham und dann des Earl of Ashburnham, bis es schließlich ebenfalls in das Museum der Royal Irish Academy gelangte (Katalognr. 1883, 614a). Der Weg von Irland nach Österreich kann nicht mehr nachvollzogen werden.
In einer alten Überlieferung wird hingegen berichtet, dass Manuskript und Behältnis nach 1375 von der Insel auf den Kontinent gelangt und im 18. Jahrhundert in den Mauern von Lackeen Castle, 2 km vom Ort des Klosters Lorrha entfernt, wieder aufgetaucht seien. Diese Überlieferung kann allerdings ebenso wie der Stokes-Bericht derzeit nicht durch Quellen belegt werden.
Von den zehn bekannten Cumdachs zählt das des Stowe Missal zu den fünf ältesten erhaltenen derartigen Objekten.

### Beschreibung
Der Kern des Cumdach besteht aus einem Kasten aus zwei Holzblöcken und den vier Seitenteilen, von denen die zwei Längsteile spätere Zusätze sind. Ursprünglich war der Kasten mit einfachen Bronzeplatten belegt. Der separat angebrachte Rückendeckel und die Schmalseiten weisen die ältesten Verzierungen auf, während der Frontdeckel als jüngster Teil möglicherweise Elemente enthält, die lange nach seiner Entstehung im 14. Jahrhundert angebracht wurden.

#### Rückseite
Die Rückseite besteht aus mit Silber überzogenen Bronzestreifen, der erhöhte Rand und das mittige Kreuz sind mit Bronzenägeln befestigt. In den Ecken befinden sich quadratische und an den Kreuzenden halbkreisförmige Vertiefungen, die geprägte Bronzeplättchen enthalten. Zwischen den Kreuzarmen und dem Rand befindet sich durchbrochene Silberfolie, deren Brüche Muster aus Drei- und Vierecken ergeben. Auf dem breiten Rand ist eine umlaufende gälische Inschrift angebracht, die zur Datierung des Teilstücks herangezogen wurde. Sie lautet:
| Inschrift | Übersetzung |
| --- | --- |
| BENDACHT DE AR CECH ANMAIN AS A HARILLIUTH OCUS DO MACCRAITH HU DONDCHADA DO RIG CASSIL ÓR DO DONCHAD MACC BRIAIN DO RIG HEREND ÓR DO DUNDCHAD HU TACCAIN DO MUINTER CLUANA DORIGNI | Den Segen Gottes für jede Seele gemäß ihrem Verdienst Und für Mac Craith Ua Donnchadh, König von Cashel Ein Gebet für Donnchadh Mac Briain, den König von Irland Ein Gebet für Donnschadh Ua Taccain aus der Gemeinde von Cluain, der [es] anfertigte |

Donnchadh Mac Briain war der Sohn des Hochkönigs Brian Boru und erhob etwa ab 1042 Anspruch auf diesen Titel, bis er 1064 verstarb, Mac Craith Ua Donnchadh war bis zu seinem Tod 1052 König von Cashel. Der Rückteil des Cumdach sowie die Seitenteile werden demnach auf 1042 bis 1052 datiert.
Es befanden sich weitere, nur in Teilen erhaltene Inschriften auf dem Kreuz, die etwa im 14. Jahrhundert entfernt wurden, als Platz für einen Silberbeschlag geschaffen wurde, der einen nicht mehr vorhandenen Stein enthielt. Die in Maßen der Gotik ausgeführten Bögen des Beschlags wurden auf einer Lederunterlage in den Deckel eingesetzt.

#### Vorderseite
Die aus dem 14. Jahrhundert stammende Vorderseite des Cumdach weist ein aus vergoldem Silber bestehendes Kreuz auf, das mit Bergkristallen und einer vermutlich erst in moderner Zeit angebrachten Elfenbeinperle verziert ist. Die Bögen um den Kristall in der Mitte des Kreuzes sind wie im älteren Teil in gotischen Maßen ausgeführt und sind mit rotem und blauem Email gefüllt. Die vier Felder zwischen den Kreuzarmen und dem Rand bestehen aus vergoldeten Silberplatten, auf denen die Kreuzigung Jesu, der trauernde Johannes, Maria mit dem Kind und ein Bischof dargestellt werden. An den Rändern befinden sich Platten aus vergoldetem Silber, die wie die Ränder des älteren Deckels Inschriften aufweisen, die zur Datierung herangezogen wurden:
| Inschrift | Übersetzung |
| --- | --- |
| OR DO PILIB DO RIG URMU[MAND]… [C]UMDAIGED IN MINDSA 7 DO AINI DO MNAI DOMNALL O TOLARI DO CORIG MISI OR DO GILLA RUDAN U MACAN DON COMARBA LASAR CUMDAIGED | Ein Gebet für Pilib, König von Ormond… (der) dieses Reliquiar bedeckte, und für Aine seine Ehefrau Domhnall Ua Tolari hat mich hergerichtet Ein Gebet für Giolla Ruadhan Ua Macain den Nachfolger, von dem dies im Reliquiar verwahrt wurde |

Pilib Ua Cennetig wurde 1371 König von Ormond, seine Frau Aine starb im selben Jahr wie er 1381. Giolla Ruadhan war zu dieser Zeit Abt des Augustinerklosters Beatae Mariae Fontis Vivi. Der vordere Deckel des Cumdach wird demnach in die Zeit um 1375 datiert.

#### Seitenteile

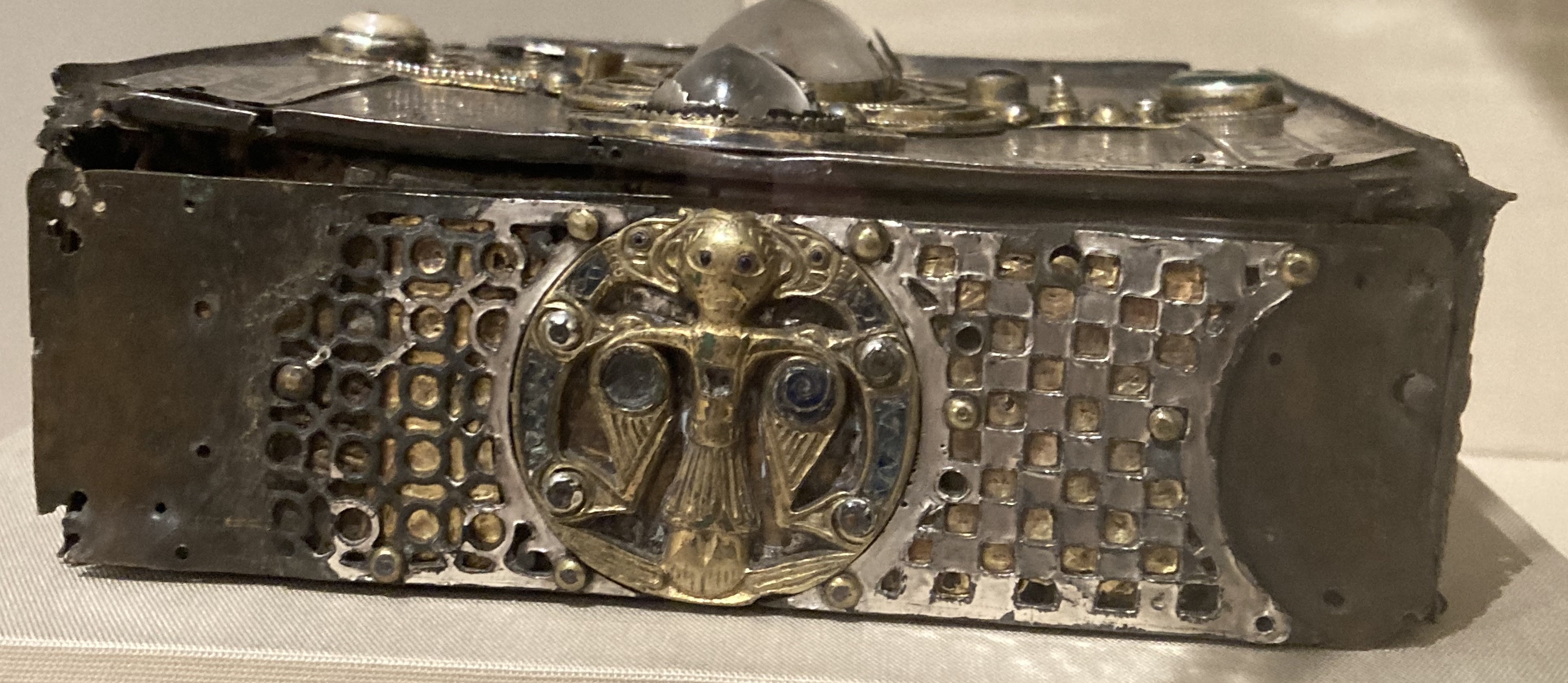
Seitenteil

Die Seitenteile sind mit vergoldeten Bronzebeschlägen sowie mit Goldfolie verziert, über die durchbrochene versilberte Bronzeplättchen gelegt sind. In der Mitte der beiden Schmalseiten befindet sich je ein Medaillon, das einen Engel mit ausgebreiteten Flügeln und ein Tier mit spiralartigen Hüftgelenken zeigt, das den Kopf des Engels mit seinem Maul packt.
Die später angebrachten Längsseiten enthalten vergoldete Bronzeplatten. Eine dieser Platten ist ungewöhnlich auf einer mit Flechtmuster geprägten Lederschicht aufgebracht, auf ihr befindet sich eine von zwei Hunden flankierte bärtige Figur mit Schwert. Die andere Platte auf dieser Seite ist mit Pergament unterlegt, auf ihr ist ein Krieger mit Schild und Speer abgebildet. Auf der anderen Seite befindet sich eine Mittelplatte, auf der eine Leier spielende Figur von zwei Geistlichen flankiert und von einem Engel überragt wird. Der eine Geistliche hält eine Glocke, ähnlich der Saint Patrick’s Bell, der andere einen Krummstab. Die andere erhaltene Platte dieser Seite zeigt einen von zwei Hunden angegriffenen Hirsch.